# 峰秀号事件
峰秀号事件发生于2003年4月16日，由于朝鲜货船“峰秀号”在往澳大利亚海岸上走私海洛因，澳大利亚特种部队于十天后在澳大利亚领海内登上该船。该船涉嫌向澳大利亚走私125公斤的海洛因。几年后该船被澳大利亚空军击沉。